# والتر كراوزه
والتر كراوزه (بالألمانية: Walter Krause)‏ هو لاعب كرة قدم ألماني، ولد في 8 مايو 1953. لعب مع روت فايس أوبرهاوزن وفاتنشايد 09 وكيكرز أوفنباخ ونادي دويسبورغ ونادي هامبورغ.

## وصلات خارجية
- والتر كراوزه على موقع قاعدة بيانات كرة القدم.إي يو (الإنجليزية)
- والتر كراوزه على موقع بيانات كرة القدم. دي إي (الألمانية)
- والتر كراوزه على موقع عالم كرة القدم.نت (الإنجليزية)